# Archaeolemur
Archaeolemur è un genere estinto di lemuri vissuto in Madagascar fino a circa 500 anni fa.

## Descrizione
Raggiungevano un peso di 20-25 chilogrammi.

Erano animali dalla costituzione del cranio piuttosto simile a quella dell'indri, loro parente più prossimo vivente: possedevano tuttavia una mandibola più forte e robusta.
Gli arti erano corti e forti, simili a quelli dei babbuini, il che ne lascia presupporre uno stile di vita terricolo: anche i denti erano molto simili a quelli dei babbuini, con gli incisivi superiori ed inferiori molto grandi, premolari con tre creste e molari piccoli e arrotondati. Questa combinazione dentaria fa pensare ad una probabile dieta onnivora di questi animali, con frutta, fiori, artropodi, ma anche piccoli vertebrati e forse occasionalmente anche altri lemuri di piccole dimensioni compresi nel menù.

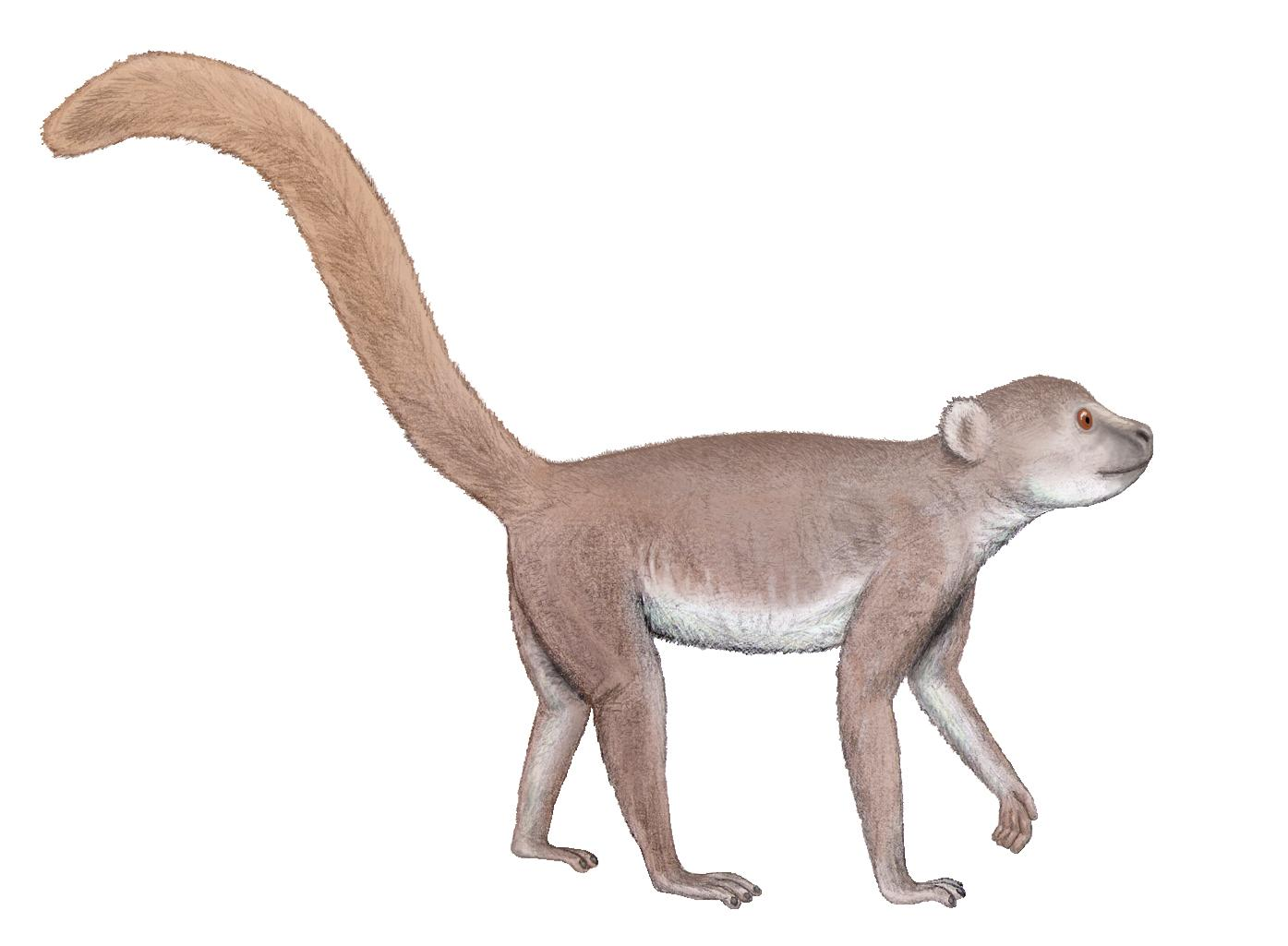
Ricostruzione di Archaeolemur majori

## Estinzione
Resti subfossili delle due specie (Archaeolemur edwardsi ed Archaeolemur majori) sono stati rinvenuti in varie parti del Madagascar: la loro estinzione è probabilmente correlata all'arrivo dell'uomo sull'isola attorno ai 500 anni fa, al quale è seguita un'estinzione di massa di tutte le grandi specie di lemuri. Probabilmente, questi animali venivano perseguitati in quanto danneggiavano i raccolti e predavano occasionalmente i piccoli animali domestici: altra causa dell'estinzione dev'essere stata l'alterazione dell'habitat tramite il metodo taglia-e-brucia dei primi coloni malgasci per far spazio alle piantagioni.

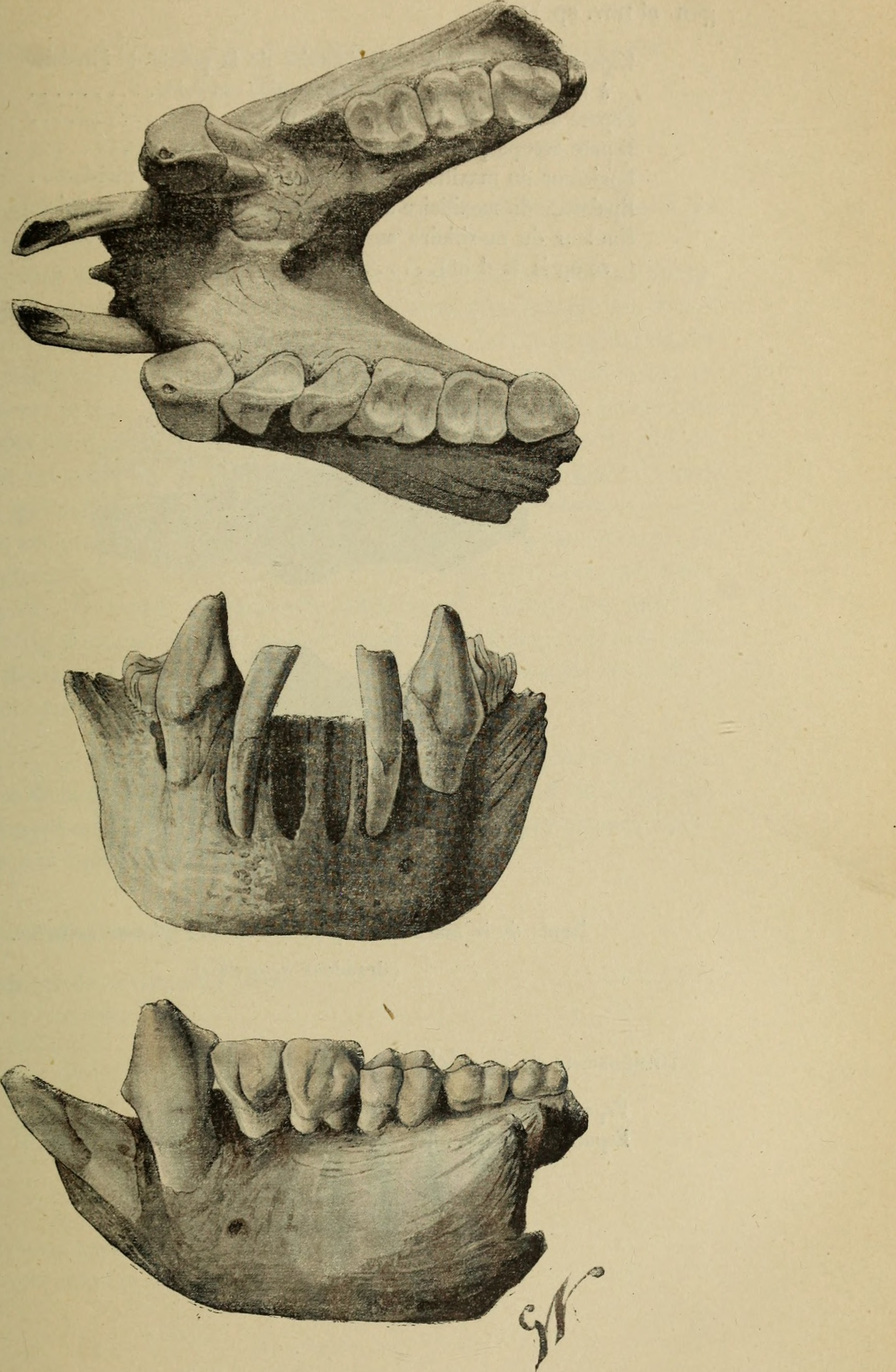
Mandibola di Archaeolemur edwardsi